# Rob Dyrdek
Robert Stanley „Rob” Dyrdek (ur. 28 czerwca 1974 w Kattering) – amerykański profesjonalny skater, aktor, przedsiębiorca, producent, filantrop i gwiazda reality TV. Jest on najbardziej znany z ról w reality show Big Rob i Rob Dyrdek’s Fantasy Factory.

## Życiorys
Rob Dyrdek urodził się w Kettering, w Ohio. Ma siostrę, imieniem Denise, i kuzynów Christophera „Drama” Pfaffa i Scotta „Big Cat” Pfaffa, którzy są przedstawieni w Rob & Big i Fabryka Marzeń Roba Dyrdka.
Dyrdek jest sponsorowany przez DC Shoes, Alien Workshop, Spy + i napoje Monster Energy. Jest właścicielem dwóch przedsiębiorstw: Reflex Łożyska i Silver Trucks. Jest także członkiem zespołu, który jest właścicielem marki Status Rogue z muzykiem Travisem Barkerem. Od 11 stycznia 2012 jest właścicielem przedsiębiorstwa Alien Workshop. Prowadzi program „Niemożliwe” w MTV. Podczas jednego z odcinków „Niemożliwe”, w którym uczestniczyła Joanna Krupa, przyznał, że posiada polskie korzenie.